# First Quantum Minerals
First Quantum Minerals er et canadisk mineselskab med hovedkvarter i Toronto. De primære aktiviteter omfatter udvinding af metaller som kobber (80 % af omsætning), zink og nikkel.
First Quantum blev etableret i 1983 under navnet Xenium Resources.  I 1996 blev navnet First Quantum Minerals indført.